# Falciot cuaespinós de Boehm
El falciot cuaespinós de Boehm (Neafrapus boehmi) és una espècie d'ocell de la família dels apòdids (Apodidae). Habita boscos i selves d'Angola, sud de la República Democràtica del Congo, Zàmbia, Tanzània, sud-est de Kenya, Malawi, Namíbia, nord de Botswana, Zimbàbue, sud de Moçambic i nord-est de Sud-àfrica.